# Писац из сенке
Писац из сенке (енгл. The Ghost Writer, такође познат под називом The Ghost у Ирској и Уједињеном Краљевству) политички је трилер из 2010. режисера Романа Поланског који је сценарио написао заједно са Робертом Херисом, аутором романа по коме је филм снимљен.
Главне улоге тумаче Јуан Макгрегор, Пирс Броснан, Оливија Вилијамс и Ким Катрал. Филм је премијерно приказан на Филмском фестивалу у Берлину, где је Полански освојио награду Сребрни медвед за најбољег режисера.

## Радња
Главни лик филма нема име. О његовој прошлости се не зна ништа. Он је нежења из Лондона који зарађује за живот писањем мемоара познатих личности. Он је искусан, мајсторски влада оловком, али никоме није познат. Можда му је управо из тог разлога понуђено да заврши рад на мемоарима недавно поднетог британског премијера Адама Ланга. Истовремено, његов претходник се удавио код обале Мартас Винјард, омиљеног острва на обали Нове Енглеске (САД) америчке политичке елите, где Ланг живи повучено са супругом и секретарицом.
„Дух“ (како се сада зове писац) завршава у „светињи над светињама“ – ултрамодерном стану бившег премијера са стакленим зидовима и хладним апстрактним дизајном. Почиње да разуме однос његових становника и схвата да је однос између бившег премијера и његове супруге једнако хладан, да је готово пред њеним очима самозадовољни политичар вара са својом секретарицом. Долазак „духа” на острво поклапа се са почетком политичког скандала. Бивши министар спољних послова оптужује Ланга да је оптужене за тероризам незаконито пребацио у руке ЦИА, где су били подвргнути нељудској тортури. Острво је преплављено гомилом демонстраната и новинара. Да би заташкали скандал, Ланг и његова секретарица хитно одлазе у Вашингтон. Писац остаје сам са паметном и енергичном супругом бившег премијера Рут, која га наговара на интимну везу.
Рукопис мемоара са којима „дух” мора да ради препун је старомодних пасуса. Покушава да оживи текст, да иза пристојне фасаде дође до дна истине. Пре свега, „дух” покушава да одговори на питање шта је својевремено гурнуло на политички пут несавесног студента Кембриџа, члана универзитетског драмског круга. Одговори које му сам Ланг нуди очигледно су далеко од стварности. Кључ за питање долази из материјала које је у његовој соби сакрио његов покојни претходник; „Дух“ схвата да је управо он одао тајне материјале о сарадњи премијера са ЦИА-ом и платио за то животом...
Као резултат импровизоване истраге, „дух” отвара следећу слику: ЦИА је 1970-их, преко Рут, регрутовала Адама Ланга, студента глумца без мозга, који је постао гламурозан на екрану, фигура, речју импозантан глумац, позван да извршава наређења Стејт департмента, Беле куће и ЦИА. Веза између ЦИА-е и премијера била је његова супруга Рут. Тајну информацију претходни писац „дух” шифровао је речима којима почињу странице његовог рукописа (акростих). Како „дух” све више учи, над њим се скупљају облаци и све је вероватније да ће поделити судбину свог претходника – после посете и разговора почиње лов на њега, у повратку мора побећи са трајекта и сакрити се, питање је да ли ће му то успети...

## Улоге
| Глумац           | Улога            |
| ---------------- | ---------------- |
| Јуан Макгрегор   | писац            |
| Пирс Броснан     | Адам Ланг        |
| Оливија Вилијамс | Рут Ланг         |
| Ким Катрал       | Амелија Блај     |
| Тимоти Хатон     | Сидни Крол       |
| Том Вилкинсон    | Пол Емет         |
| Џон Бернтал      | Рик Рикардели    |
| Џејмс Белуши     | Џон Медокс       |
| Илај Волак       | старац на острву |